# Suites pour clavecin (Haendel, recueil de 1733)
Pour les articles homonymes, voir Suites pour clavecin.

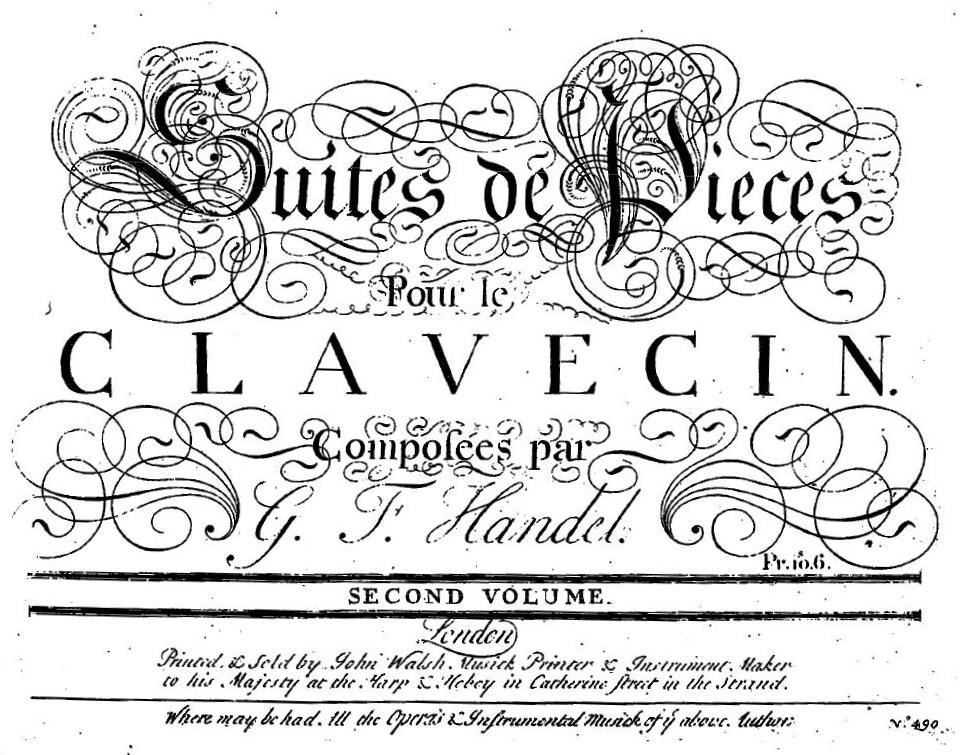
Page de titre de l'édition originale.

Ce recueil intitulé « Suites de pièces pour le clavecin composées par G. F. Haendel. Second Volume » de Haendel est imprimé à Londres en 1733 par son éditeur John Walsh (suite du recueil du même nom publié en 1720).

## Histoire
Ces pièces auraient été composées entre 1703 et 1720. Le nom de suite s'applique très imparfaitement pour certaines d'entre elles, composées de pièces assemblées de manière hétéroclite, sans unité stylistique et qui n'ont en commun que leur tonalité.
Les intitulés des différentes pièces offrent un panorama européen et pittoresque des différentes langues utilisées par le compositeur et des traditions musicales qu'il a assimilées : italien, français et anglais.
- Suite no 1 en Si bémol Majeur HWV 434 : Prélude - Sonata - Aria con 5 variazioni - Minuet
- Suite no 2 en Sol Majeur HWV 435 : Chaconne with 21 variations
- Suite no 3 en Ré Mineur HWV 436 : Allemande - Allegro - Air - Gigue - Menuetto con 3 variazioni
- Suite no 4 en Ré Mineur HWV 437 : Allmand - Corrant - Saraband con 2 variazioni - Jigg
- Suite no 5 en Mi Mineur HWV 438 : Allemande - Sarabande - Gigue
- Suite no 6 en Sol Mineur HWV 439 : Allemande - Courante - Sarabande - Gigue
- Suite no 7 en Si bémol Majeur HWV 440 : Allemande - Courante - Sarabande - Gigue
- Suite no 8 en Sol Majeur HWV 441 : Allemande - Allegro - Courante - Aria - Menuetto - Gavotte con 5 variazioni - Gigue
- Suite no 9 en Sol Majeur HWV 442 : Prélude - Chaconne con 62 variazioni

## Suiteno1(HWV 434)
La troisième pièce de la suite no 1 (Aria con 5 variazioni) a fourni à Johannes Brahms la matière de ses Variations et fugue sur un thème de Haendel, pour le piano.

## Suiteno4(HWV 437)
La sarabande en ré mineur de la suite no 4 fait partie de ses pièces les plus célèbres, avec sa version pour orchestre à cordes, timbales, et basse continue de Leonard Rosenman, de la musique du film Barry Lyndon de Stanley Kubrick en 1975 (Oscar de la meilleure musique de film 1976).
Cette suite contient quatre mouvements :
| Mouvement | Type      | Référence Grove | Référence de la Société Haendel (en) | Référence de la Hallische Händel-Ausgabe | Notes                 |
| --------- | --------- | --------------- | ------------------------------------ | ---------------------------------------- | --------------------- |
| 1         | Allemande | 108             | ii, 81                               | iv/5, 29                                 |                       |
| 2         | Courante  | 109             | ii, 82                               | iv/5, 30                                 |                       |
| 3         | Sarabande | 110             | ii, 82                               | iv/5, 31                                 | Avec deux variations. |
| 4         | Gigue     | 111             | ii, 83                               | iv/5, 33                                 |                       |